# Harry Stålfors
Måns Harry Stålfors, född 8 december 1867 i Finja socken, död 20 juni 1938 i Stockholm, var en svensk veterinär och högskolelärare.
Harry Stålfors var son till kantorn och organisten Sven Larsson. Han avlade mogenhetsexamen i Kristianstad 1887 och veterinärexamen 1891. Han bosatte sig därefter som praktiserande veterinär i Lyckeby i Blekinge och utnämndes till distriktsveterinär där 1895. Förordnad från 1905 till extra lärare och adjunkt vid Veterinärinstitutets ambulatoriska klinik med undervisningsskyldighet i obstetrik utnämndes Stålfors till lektor i obstetrik vid institutet, och 1910–1911 följde han undervisingen i obstetrik och gynekologi vid Karolinska Institutet samt undergick godkänd prövning i dessa ämnen. Efter att från 1915 ha uppehållit professuren i bujatrik och obstetrik vid Veterinärhögskolan var han 1917–1933 innehavare av densamma. Han blev ledamot av Svenska läkaresällskapet 1917 och var ledamot av Medicinalstyrelsens vetenskapliga råd 1930–1938. För studium av husdjurssjukdomar, husdjursavel och ambulatoriska kliniker företog Stålfors med statsunderstöd 1902–1903 och 1908 omfattande studieresor till utländska studieresor till utländska veterinärhögskolor. Den institution han företrädda vid Veterinärhögskolan utvecklade han till en av de främsta i Europa. Inom sin vetenskapsgren offentliggjorde han, mestadels i in- och utländska facktidskrifter, ett stort antal arbeten. Hans främsta vetenskapliga arbete bar titeln Untersuchungen über die Zungenwunde des Rindes (1915). Starkt intresserad av praktiskt djurskydd nedlade Stålfors, som från 1910 var styrelseledamot i Svenska djurskyddsföreningarnas centralförbund, och 1937–1938 var dess ordförande, inom området ett arbete, som var av stor betydelse. Slaktlagen av 1938 tillkom under hans energiska medverkan, och han tillhörde de av Kunglig Majestät 1937 tillsatta sakkunniga för utarbetande av ny djurskyddslag. Stålfors deltog 1920 i bildandet av Centralförbundet Rädda skörden och var ordförande där 1923–1938.